# Eclissi solare del 22 luglio 1971
L'eclissi solare del 22 luglio 1971 è stato un evento astronomico che ha avuto luogo il suddetto giorno attorno alle ore 09:31 UTC. Tale evento ha avuto luogo nel nord dell'Alaska e nell'Unione Sovietica nord-orientale. L'eclissi del 22 luglio 1971 è stata la seconda eclissi solare nel 1971 e la 163ª nel XX secolo. La precedente eclissi solare si è verificata il 25 febbraio 1971, la seguente il 20 agosto 1971.

## Percorso e visibilità
Questa eclissi solare parziale era visibile nell'Alaska settentrionale e nell'Unione Sovietica nord orientale, ora Russia. A seconda del fuso orario, l'Unione Sovietica ha visto l'eclissi solare il 22 luglio, mentre in Alaska il 21 luglio.

## Eclissi correlate

### Eclissi solari 1971 - 1974
Questa eclissi è un membro di una serie semestrale. Un'eclissi in una serie semestrale di eclissi solari si ripete approssimativamente ogni 177 giorni e 4 ore (un semestre) in nodi alternati dell'orbita della Luna.